# Chokri Jouini
Chokri Jouini, né le 25 avril 1989 à Tunis, est un volleyeur tunisien. Il mesure 1,94 m et joue en tant qu'attaquant.

## Clubs
| Club                        | Pays    | De        | À          |
| --------------------------- | ------- | --------- | ---------- |
| Espérance sportive de Tunis | Tunisie | 2006      | en contrat |
| Al-Ahly Tripoli             | Libye   | 2013-2014 | en prêt    |
| Al Ahly                     | Égypte  | 2017-     | en prêt    |

## Palmarès
- Coupe d'Afrique des clubs champions (2) : 2014, 2018
- Championnat arabe des clubs champions (2) : 2008 et 2014
- Championnat de Tunisie (5) : 2007, 2008, 2015, 2016 et 2019
- Coupe de Tunisie (5) : 2008, 2010, 2014, 2017 et 2019
- Supercoupe de Tunisie (3) : 2008, 2009 et 2018
- Championnat d'Égypte (1) : 2018
- Coupe d'Égypte (1) : 2018